# Phaea tenuata
Phaea tenuata är en skalbaggsart som beskrevs av Bates 1872. Phaea tenuata ingår i släktet Phaea och familjen långhorningar. Inga underarter finns listade i Catalogue of Life.